# Kalendarz słowiański
Kalendarz słowiański – kalendarz używany przez Słowian w okresie przedchrześcijańskim. Rachubę czasu wyznaczały w nim zjawiska przyrodnicze (przede wszystkim pory roku) oraz cykl prac gospodarskich. Nie znano rachuby lat, odległe w czasie wydarzenia datowano na podstawie wyróżniających je cech (zjawiska astronomiczne, uroczystości wspólnotowe).
Po chrystianizacji Słowiańszczyzny pierwotny kalendarz słowiański zastąpiony został powszechnie używanym w całej Europie, opartym na zreformowanym kalendarzu rzymskim, czyli kalendarzu juliańskim.
Inne słowiańskie i staropolskie nazwy miesięcy z uwzględnieniem możliwości przesunięcia nazewnictwa w zależności od regionu i występowania prac zależnych od zjawisk pogodowych według Kazimierza Moszyńskiego oraz innych źródeł i opracowań (pierwsza kolumna), a także propozycja uzupełniona przez Henryka Łowmiańskiego (druga kolumna), bez ewentualnego trzynastego miesiąca. Brzmienie w postaci spolszczonej:

Słowiański kalendarz agrarny na podstawie motywu z czary z Lepiesówki, z przypisanymi polami obrazujących poszczególnych prace agrarne względem współczesnego podziału miesięcy, w których prace te były rozpoczynane.

Słowiański kalendarz agrarny na podstawie motywu z czary z Lepiesówki, z przypisanymi polami obrazujących poszczególnych prace agrarne względem czterech głównych świąt słowiańskich.

| Nr   | Nazwa                   | Nazwa               |
| ---- | ----------------------- | ------------------- |
| I    | mały sieczeń / tyczeń   | prosiniec           |
| II   | duży sieczeń / strąpacz | sieczeń / suszec    |
| III  | brzezień                | brzezień            |
| IV   | łżykwiat                | kwiecień            |
| V    | trawień                 | trawień             |
| VI   | ugornik                 | czerwień / izok     |
| VII  | lipień                  | lipień              |
| VIII | sirzpień                | sierpień            |
| IX   | rujeń                   | wersień             |
| X    | pościernik              | październik         |
| XI   | pajęcznik               | listopad            |
| XII  | prosiniec               | grudzień / studzień |